# Kim Min-jeong (judo)
Dans ce nom coréen, le nom de famille, Kim, précède le nom personnel.
Pour les articles homonymes, voir Kim Min-jeong et Kim.
Kim Min-jeong (née le 8 août 1988) est une judokate sud-coréenne concourrant dans la catégorie des plus de 78 kg. Elle est détentrice d'une médaille mondiale, d'un titre aux Championnats d'Asie, compétition où elle obtient deux médailles d'argent, et d'une médaille de bronze aux Jeux asiatiques.

## Palmarès

### Compétitions internationales
| Année | Compétition           | Lieu      | Résultat | Catégorie      |
| ----- | --------------------- | --------- | -------- | -------------- |
| 2014  | Jeux asiatiques       | Incheon   | 3e       | Plus de 98 kg  |
| 2015  | Championnats d'Asie   | Koweït    | 2e       | Plus de 98 kg  |
| 2016  | Championnats d'Asie   | Tachkent  | 1re      | Plus de 98 kg  |
| 2017  | Championnats d'Asie   | Hong Kong | 2e       | Plus de 98 kg  |
| 2017  | Championnats du monde | Budapest  | 3e       | Plus de 98 kg  |
| 2018  | Jeux asiatiques       | Jakarta   | 2e       | Moins de 48 kg |

Outre ses médailles médailles inidividuelles, elle remporte également des médailles dans des compétitions par équipes.
| Année | Compétition                   | Lieu     | Résultat |
| ----- | ----------------------------- | -------- | -------- |
| 2017  | Championnats du monde (mixte) | Budapest | 3e       |

### Tournois Grand Chelem et Grand Prix
| Année | Compétition            | Lieu              | Résultat | Catégorie      |
| ----- | ---------------------- | ----------------- | -------- | -------------- |
| 2013  | Tournoi de Paris       | Paris             | 3e       | Plus de 98 kg  |
| 2013  | Grand Prix de Jeju     | Jeju              | 1re      | Plus de 98 kg  |
| 2014  | Grand Chelem de Bakou  | Bakou             | 1re      | Plus de 98 kg  |
| 2014  | Tournoi de Oulan-Bator | Oulan-Bator       | 1re      | Plus de 98 kg  |
| 2015  | Grand Prix de Tashkent | Tashkent          | 1re      | Plus de 98 kg  |
| 2015  | Grand Prix Qingdao     | Qingdao           | 3e       | Plus de 98 kg  |
| 2015  | Grand Prix de Jeju     | Jeju              | 3e       | Plus de 98 kg  |
| 2016  | Grand Prix Düsseldorf  | Düsseldorf        | 3e       | Plus de 98 kg  |
| 2017  | Tournoi de Paris       | Paris             | 3e       | Plus de 98 kg  |
| 2017  | Grand Slam Tokyo       | Tokyo             | 3e       | Plus de 98 kg  |
| 2017  | Masters mondial        | Saint-Pétersbourg | 1re      | Plus de 98 kg  |
| 2018  | Grand Slam de Paris    | Paris             | 1re      | Plus de 98 kg  |
| 2018  | Grand Prix Hohhot      | Hohhot            | 2e       | Plus de 98 kg  |
| 2019  | Grand Slam de Paris    | Paris             | 3e       | Moins de 78 kg |